# Анішкаси
Анішка́си (рос. Анишкасы, чув. Энĕшкасси) — присілок у складі Цівільського району Чувашії, Росія. Входить до складу Чирічкасинського сільського поселення.
Населення — 118 осіб (2010; 129 у 2002).
Національний склад:
- чуваші — 100 %